# Linjiadi
Linjiadi (kinesiska: 林家地, 林家地乡) är en socken i Kina. Den ligger i den autonoma regionen Inre Mongoliet, i den norra delen av landet, omkring 710 kilometer öster om regionhuvudstaden Hohhot.
Genomsnittlig årsnederbörd är 712 millimeter. Den regnigaste månaden är juni, med i genomsnitt 176 mm nederbörd, och den torraste är januari, med 2 mm nederbörd.